# Skokovi
Skokovi falu Bosznia-Hercegovinában, a Bosznia-hercegovinai Föderáció Una-Szanai kantonjában.

## Fekvése
Bosznia-Hercegovina északnyugati részén, Bihácstól légvonalban 24, közúton 36 km-re északra, Cazin központjától légvonalban 7, közúton 12 km-re észak-északnyugatra levő erdős, dombos vidéken, a Cazin-Velika Kladuša főút mellett fekszik. 

## Népessége
| Nemzetiségi csoport | Népesség 1991 | Népesség 2013 |
| ------------------- | ------------- | ------------- |
| Szerb               | 1             | 0             |
| Bosnyák             | 687           | 670           |
| Horvát              | 0             | 0             |
| Jugoszláv           | 8             | 0             |
| Egyéb               | 0             | 33            |
| Összesen            | 696           | 703           |

## Kultúra
A helyi muszlim gyülekezet többsége a krakačai gyülekezethez tartozik, a mecset is ott található.

## Oktatás
A faluban általános iskola működik, melynek a szomszédos Krakačán egy területi iskolája van.